# Gustave Babin
Gustave Babin, né le 8 juillet 1865 à Nantes et mort en avril 1939 à Casablanca au Maroc, est un journaliste et un critique d’art français.

## Biographie
Originaire de Nantes, Gustave Babin arrive à Paris vers 1895.
Il travaille notamment pour les journaux L’Illustration (son premier article y étant publié le 15 juillet 1893) et le Journal des débats.
Installé ensuite à Casablanca, il y dirige la revue L’Ère française.
Il est chevalier de la Légion d'honneur et croix de guerre.
Il meurt au Maroc.

## Distinctions
- Chevalier de la Légion d'honneur (1er mars 1911)
- Croix de guerre 1914–1918

## Publications
- Après faillite : souvenirs de l’Exposition de 1900, 1902
- Les coulisses du cinématographe, 1908
- Au Maroc en 1912, 1912
- La Bataille de la Marne, 1915
- La mystérieuse Ouaouizert : chronique d'une colonne au Maroc, 1923[4]
- Le Maroc sans masque, 1932